# 알프레트 후겐베르크

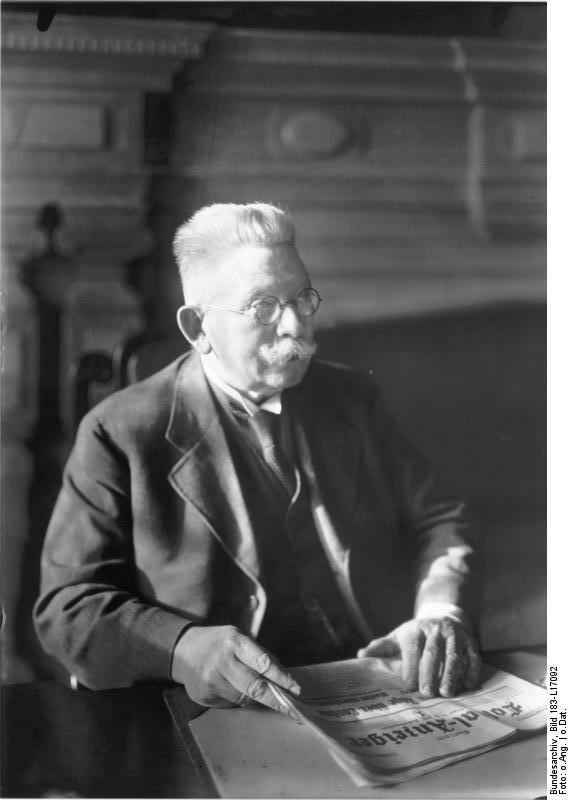

알프레트 에른스트 크리스티안 알렉산데르 후겐베르크(Alfred Ernst Christian Alexander Hugenberg, 1865년 6월 19일 ~ 1951년 3월 12일)는 전간기 독일의 영향력있는 정치인이자 사업가이다. 독일 국가인민당 당수로서 아돌프 히틀러가 총리가 되는 데 지대한 공헌을 했으며 1933년 제1차 히틀러 내각의 각료가 되었다. 후겐베르크는 자신이 히틀러를 제어할 수 있다고 생각하고 히틀러를 자신의 "도구"로서 사용하려고 했지만, 독일 제3제국이 성립한 이후에는 아무런 영향력도 발휘하지 못했다.